# Windows 7
Windows 7 là một bản phát hành lớn của hệ điều hành Windows NT do Microsoft phát triển. Nó đã được phát hành tới các nhà sản xuất vào ngày 22 tháng 7 năm 2009, và được phát hành rộng rãi vào ngày 22 tháng 10 năm 2009. Đây là phiên bản kế nhiệm của Windows Vista được ra mắt gần ba năm trước đó. Biến thể dành cho máy chủ của Windows 7, Windows Server 2008 R2, cũng được phát hành cùng thời điểm. Phiên bản tiếp theo là Windows 8 phát hành vào tháng 10 năm 2012.
Hỗ trợ mở rộng đã kết thúc vào ngày 14 tháng 1 năm 2020, hơn 10 năm sau khi Windows 7 được phát hành; sau hạn chót trên, hệ điều hành sẽ không còn nhận các bản cập nhật nào nữa. Một chương trình hỗ trợ có trả phí dành cho các doanh nghiệp đã được Microsoft cung cấp, trong đó hãng tiếp tục phát hành những bản cập nhật bảo mật cho Windows 7 trong vòng tối đa 3 năm kể từ khi phiên bản này chính thức kết thúc vòng đời.
Windows 7 được dự định là một bản nâng cấp nhỏ của Microsoft Windows nhằm giải quyết những vấn đề của Windows Vista trong khi tiếp tục duy trì khả năng tương thích phần cứng và phần mềm của hệ điều hành. Windows 7 tiếp tục đem lại những cải tiến tới giao diện người dùng Windows Aero, trong đó có việc bổ sung một thanh tác vụ được thiết kế lại cho phép người dùng ghim các ứng dụng, cùng với những tính năng quản lý cửa sổ mới. Những tính năng mới khác bao gồm các thư mục thư viện, hệ thống chia sẻ tập tin mới HomeGroup và hỗ trợ nhập liệu cảm ứng đa điểm. Chức năng "Action Center" mới cũng được giới thiệu nhằm cung cấp thông tin chung về bảo mật và bảo trì hệ thống, đồng thời hệ thống User Account Control cũng được tinh chỉnh để trở nên bớt khó chịu hơn với người dùng. Windows 7 cũng đi kèm các phiên bản cập nhật của một số ứng dụng như Internet Explorer 8, Windows Media Player, và Windows Media Center.
Khác với Windows Vista, Windows 7 nhận được những đánh giá rất tích cực từ giới chuyên môn, với nhiều ý kiến cho rằng hệ điều hành này là một tiến bộ lớn so với phiên bản tiền nhiệm nhờ hiệu năng được cải thiện, giao diện dễ sử dụng hơn, ít thông báo User Account Control hơn, cùng với những cải tiến khác trên khắp nền tảng. Windows 7 là một thành công lớn của Microsoft; ngay cả trước khi phát hành chính thức, doanh số đặt trước hệ điều hành này trên trang bán lẻ trực tuyến Amazon.com đã vượt những kỷ lục trước đó. Chỉ trong 6 tháng, hơn 100 triệu bản đã được bán trên toàn cầu, tới tháng 7 năm 2012 tăng lên tới hơn 630 triệu giấy phép. Đến tháng 1 năm 2018, Windows 10 đã vượt qua Windows 7 để trở thành phiên bản Windows phổ biến nhất toàn thế giới. Tính đến  năm 2024, chỉ còn 3% lượng PC truyền thống chạy Windows là đang sử dụng Windows 7. Windows 11 cũng đã vượt qua Windows 7 để trở thành phiên bản Windows phổ biến thứ hai vào tháng 8 năm 2022. Tuy vậy, tính đến năm 2024, Windows 7 vẫn tiếp tục được sử dụng phổ biến tại một số nước như Trung Quốc (nơi mà Windows 11 đang chiếm thị phần tương đương),  đồng thời vẫn đang nắm vị trí thứ hai ở một số quốc gia khác.
Windows 7 là phiên bản Windows cuối cùng hỗ trợ các bộ xử lý không có SSE2 hoặc NX (một bản cập nhật phát hành vào năm 2018 cũng đã ngừng hỗ trợ các bộ xử lý không có SSE2). Phiên bản tiếp theo, Windows 8, yêu cầu bộ xử lý hỗ trợ SSE2 và NX (áp dụng cho mọi kiến trúc được hệ điều hành này hỗ trợ khi đó).

## Tên gọi
Windows 7 là phiên bản kế nhiệm Windows Vista và tên phiên bản của nó là Windows NT 6.1, trong khi Vista là NT 6.0. Cách đặt tên của phiên bản mới này đã khiến một số người cảm thấy bối rối khi mới được công bố vào năm 2008. Giám đốc Windows Steven Sinofsky cho biết Windows 95 là phiên bản thứ 4 của Windows, nhưng cái tên Windows 7 là cách đếm từ Windows NT 4.0 bởi đây là một phiên bản của NT.

## Lịch sử phát triển
Ban đầu, một phiên bản Windows có tên mã là "Blackcomb" được dự định sẽ kế nhiệm Windows XP và Windows Server 2003 vào năm 2000. Nhiều tính năng lớn đã được thiết kế dành cho Blackcomb, bao gồm tập trung vào tìm kiếm và truy vấn dữ liệu, cùng với một hệ thống lưu trữ nâng cao có tên là WinFS nhằm hỗ trợ những chức năng nói trên. Tuy nhiên sau đó, một bản phát hành nhỏ quá độ có tên mã "Longhorn" lại được lên kế hoạch cho năm 2003, khiến quá trình phát triển Blackcomb bị trì hoãn. Nhưng tới giữa năm 2003, Longhorn bắt đầu đạt một số tính năng mà trước đó được dự định dành cho Blackcomb. Sau khi xảy ra ba đợt bùng phát malware lớn—các sâu máy tính Blaster, Nachi, và Sobig—khai thác các lỗ hổng trong hệ điều hành Windows chỉ trong một khoảng thời gian ngắn vào tháng 8 năm 2003, Microsoft buộc phải thay đổi ưu tiên phát triển của công ty, tạm dừng một số công việc phát triển chính của Longhown để phát triển các gói dịch vụ mới cho Windows XP và Windows Server 2003. Quá trình phát triển Longhorn (Windows Vista) cũng được bắt đầu lại từ đầu vào tháng 8 năm 2004. Một số tính năng đã bị cắt bỏ khỏi Longhorn. Blackcomb được đổi tên thành Vienna vào đầu năm 2006, và cuối cùng bị hủy bỏ vào năm 2007 do phạm vi công việc của dự án quá lớn.
Khi được phát hành, Windows Vista đã bị chỉ trích bởi thời gian phát triển kéo dài, những vấn đề về hiệu năng, khả năng tương thích không đồng đều với các phần cứng và phần mềm ở thời điểm ra mắt, những thay đổi ảnh hưởng tới tính tương thích của một số trò chơi, cùng với những khẳng định không chắc chắn tới từ Microsoft rằng một số máy tính cài đặt sẵn XP sẽ có thể "chạy được Vista" (điều này đã dẫn tới một vụ kiện tập thể chống lại công ty). Do vậy, tỷ lệ đón nhận Vista so với XP chỉ đạt mức khá thấp. Vào tháng 7 năm 2007, ngay sau khi hủy bỏ dự án Vienna và sáu tháng sau khi Vista được phát hành chính thức, một số báo cáo cho biết phiên bản Windows tiếp theo sẽ có tên mã là Windows 7, với kế hoạch phát hành chính thức trong vòng ba năm tới. Bill Gates, trong một buổi phỏng vấn với Newsweek, cho biết Windows 7 sẽ "chú tâm hơn vào người dùng". Gates còn nói rằng Windows 7 cũng sẽ tập trung vào việc cải thiện hiệu năng hệ thống. Steven Sinofsky sau đó đã giải thích kỹ hơn trong trang blog Engineering Windows 7 rằng công ty đang sử dụng một loạt các công cụ theo dõi nhằm đo lường liên tục hiệu suất của hệ điều hành trên nhiều phương diện, giúp hãng định vị những đoạn mã kém hiệu quả và ngăn chặn sự suy giảm hiệu năng. Phó giám đốc cấp cao Bill Veghte cho biết người dùng Windows Vista chuyển đổi sang Windows 7 sẽ không gặp phải các vấn đề tương thích thiết bị như họ đã gặp khi nâng cấp từ Windows XP. Ước tính đã có 1.000 nhà phát triển làm việc với Windows 7. Họ được chia làm hai bộ phận "hệ điều hành lõi" và "trải nghiệm khách hàng Windows", tổ chức thành 25 nhóm với mỗi nhóm có trung bình khoảng 40 người.
Vào tháng 10 năm 2008, Microsoft công bố Windows 7 cũng sẽ là tên gọi chính thức của hệ điều hành này. Một số ý kiến tỏ ra bối rối trước việc đặt tên cho sản phẩm là Windows 7, trong khi lại đánh số phiên bản là 6.1 để biểu lộ sự tương đồng với Windows Vista cũng như tăng khả năng tương thích đối với các ứng dụng chỉ kiểm tra số phiên bản chính, giống như việc Windows 2000 và Windows XP đều có số phiên bản 5.x. Bản phát hành ra bên ngoài đầu tiên được cung cấp tới một số đối tác của Microsoft vào tháng 1 năm 2008 (Milestone 1, bản dựng 6519). Phát biểu về Windows 7 vào ngày 16 tháng 10 năm 2008, CEO Steve Ballmer xác nhận sự tương thích giữa Windows Vista và Windows 7, chỉ ra rằng Windows 7 sẽ là một phiên bản cải tiến của Windows Vista.
Tại PDC 2008, Microsoft đã trình diễn Windows 7 với thanh tác vụ được thiết kế mới. Vào ngày 27 tháng 12 năm 2008, phiên bản Windows 7 Beta đã bị rò rỉ trên Internet thông qua BitTorrent. Theo bài kiểm tra hiệu suất của ZDNet, Windows 7 Beta đánh bại cả Windows XP và Windows Vista ở một số phương diện chính, bao gồm thời gian khởi động, thời gian tắt máy và thời gian thao tác với tập tin, ví dụ như tải tài liệu. Các chỉ số khác không có kết quả tốt hơn XP, bao gồm điểm đánh giá PC Pro đối với những hoạt động văn phòng thông thường và chỉnh sửa video ở mức tương đồng với Vista và chậm hơn XP. Vào ngày 7 tháng 1 năm 2009, phiên bản x64 của Windows 7 Beta (bản dựng 7000) cũng bị rò rỉ trên Internet, trong đó có một số tập tin torrent bị nhiễm trojan. Tại CES 2009, CEO của Microsoft là Steve Ballmer thông báo rằng Windows 7 Beta, bản dựng 7000, đã có thể được tải về ở định dạng ISO dành cho các thuê bao đăng ký MSDN và TechNet. Hình nền mặc định trên phiên bản beta là một bức ảnh chụp cá Betta.
Phiên bản Release Candidate, bản dựng 7100, được phát hành tới các thuê bao MSDN và TechNet, cùng với những khách hàng tham gia Connect Program vào ngày 30 tháng 4 năm 2009. Tới ngày 5 tháng 5 năm 2009, phiên bản này cũng được phát hành cho công chúng, mặc dù trước đó nó cũng đã bị rò rỉ trên Internet thông qua BitTorrent. Phiên bản Release Candidate có sẵn trong 5 ngôn ngữ và hết hạn vào ngày 1 tháng 6 năm 2010; bắt đầu từ ngày 1 tháng 3 năm 2010, cứ mỗi hai giờ thì hệ thống sẽ bị tắt. Microsoft thông báo rằng Windows 7 sẽ được phát hành tới công chúng vào ngày 22 tháng 10 năm 2009, gần 3 năm sau phiên bản tiền nhiệm. Hãng đã phát hành Windows 7 tới các thuê bao MSDN và Technet vào ngày 6 tháng 8 năm 2009. Công ty cũng thông báo Windows 7 cùng với Windows Server 2008 R2 sẽ được phát hành tới các nhà sản xuất tại Hoa Kỳ và Canada vào ngày 22 tháng 7 năm 2009. Bản dựng 7600.16385.090713-1255, biên dịch vào ngày 13 tháng 7 năm 2009, được chọn làm bản RTM chính thức sau khi vượt qua các bài kiểm tra nội bộ của Microsoft.

## Tính năng

### Mới và thay đổi

Hình thu nhỏ trực tiếp trên Windows 7, cho thấy các tab trong Internet Explorer 11

Trong số các tính năng mới của Windows 7 là những cải tiến đối với nhận diện cảm ứng và chữ viết tay, hỗ trợ ổ đĩa ảo, cải thiện hiệu năng trên các bộ xử lý đa nhân, cải thiện thời gian khởi động máy, DirectAccess, và những bổ sung tới nhân hệ điều hành. Windows 7 bổ sung hỗ trợ cho các hệ thống sử dụng nhiều card đồ họa hỗn hợp từ các nhà sản xuất khác nhau (Heterogeneous Multi-adapter), một phiên bản Windows Media Center mới với Gadget riêng biệt, các tính năng đa phương tiện được cải thiện, bộ phần mềm XPS Essentials Pack, Windows PowerShell, cùng với ứng dụng Calculator được thiết kế lại với những chức năng hỗ trợ phép toán nhiều dòng bao gồm các chế độ Programmer (Lập trình viên) và Statistics (Thống kê) cũng như tính năng chuyển đổi đơn vị độ dài, khối lượng, nhiệt độ, v.v. Nhiều cài đặt cũng được bổ sung trong Control Panel, bao gồm trình Điểu chỉnh văn bản ClearType, trình Xác định màu hiển thị, Gadgets, Phục hồi, Khắc phục sự cố, Workspaces Center, Vị trí và các cảm biến khác, trình quản lý thông tin xác thực (Credential Manager), Thiết bị sinh trắc học, Biểu tượng hệ thống và Hiển thị. Windows Security Center đã được đổi tên thành Windows Action Center (ở các bản dựng trước là Windows Health Center và Windows Solution Center), với chức năng giám sát tình trạng bảo mật và bảo trì của máy tính. ReadyBoost trên các phiên bản 32 bit nay hỗ trợ lên tới 256 GB dung lượng cấp phát bổ sung. Windows 7 còn hỗ trợ định dạng ảnh RAW thông qua việc bổ sung các bộ giải mã ảnh sử dụng Windows Imaging Component, cho phép hiển thị hình thu nhỏ, hình xem trước và thông tin siêu dữ liệu trong Windows Explorer, cùng với khả năng xem và trình chiếu ở kích cỡ đầy đủ trong Windows Photo Viewer và Windows Media Center. Windows 7 cũng đi kèm máy khách TFTP với khả năng truyền tập tin tới hoặc từ một máy chủ TFTP.
Thanh tác vụ chứng kiến nhiều thay đổi nhất về mặt giao diện, trong đó thanh công cụ Quick Launch cũ đã được thay thế bằng khả năng ghim trực tiếp các ứng dụng lên thanh tác vụ. Các nút tương ứng dành cho những ứng dụng đã ghim sẽ được gộp với các nút tác vụ. Các nút này còn đi kèm Jump List, một danh sách cho phép người dùng truy cập dễ dàng vào những tập tin và tác vụ thường sử dụng với những ứng dụng cụ thể. Thanh tác vụ mới cũng cho phép sắp xếp lại thứ tự các nút trên thanh. Ở phía ngoài cùng bên phải đồng hồ hệ thống là một nút hình chữ nhật nhỏ với chức năng hiện màn hình desktop. Theo mặc định, khi di chuột lên nút này, tất cả cửa sổ đang hiện sẽ trở nên trong suốt để người dùng nhìn qua màn hình desktop. Trên hệ thống cho phép cử chỉ cảm ứng như màn hình cảm ứng, máy tính bảng, v.v., nút này được thiết kế rộng hơn một chút (8 pixel) để thuận tiện cho việc chạm bằng ngón tay. Người dùng có thể nhấn nút này để thu nhỏ tất cả cửa sổ, sau đó nhấn tiếp lần hai để mở rộng chúng trở lại trạng thái ban đầu.
Windows 7 còn có một số tính năng quản lý cửa sổ mới: tính năng Aero Snap cực đại hóa một cửa sổ khi nó được kéo lên cạnh trên, trái hoặc phải màn hình. Khi người dùng kéo cửa sổ sang các cạnh trái hoặc phải màn hình, nó sẽ được "snap" vào bên màn hình đó và sẽ chiếm một nửa độ rộng màn hình. Khi người dùng di chuyển cửa sổ đã được snap hoặc cực đại hóa bằng tính năng trên, hệ thống sẽ khôi phục trạng thái trước đó của cửa sổ đó. Những chức năng Snap trên cũng có thể được kích hoạt bằng các phím tắt trên bàn phím. Tính năng Aero Shake ẩn tất cả cửa sổ không hoạt động khi người dùng kéo qua kéo lại cửa sổ đang hoạt động.

Cửa sổ Action Center, cho thấy không có vấn đề nào được phát hiện

Khi nhấn vào lá cờ Action Center, tất cả vấn đề bảo mật và bảo trì được liệt kê trong một cửa sổ pop-up nhỏ.

Windows 7 bao gồm 13 chủ đề âm thanh, lần lượt với các tên gọi Afternoon, Calligraphy, Characters, Cityscape, Delta, Festival, Garden, Heritage, Landscape, Quirky, Raga, Savanna, và Sonata. Internet Spades, Internet Backgammon và Internet Checkers, ba trò chơi từng bị loại bỏ khỏi Windows Vista, đã quay trở lại trong Windows 7. Người dùng có thể vô hiệu hóa hoặc tùy chỉnh nhiều thành phần Windows hơn so với Windows Vista. Các tính năng mới được bổ sung trong danh sách này bao gồm Internet Explorer 8, Windows Media Player 12, Windows Media Center, Windows Search, và Windows Gadget Platform. Một phiên bản mới của Microsoft Virtual PC, với tên gọi mới là Windows Virtual PC, được đi kèm trên các phiên bản Windows 7 Professional, Enterprise, và Ultimate. Phần mềm này cho phép nhiều môi trường Windows, trong đó có Windows XP Mode, chạy trên cùng một máy tính. Windows XP Mode chạy Windows XP trong một máy ảo và hiển thị các ứng dụng dưới dạng các cửa sổ tách biệt trên màn hình desktop của Windows 7. Ngoài ra, Windows 7 còn hỗ trợ khả năng gắn ổ đĩa ảo (VHD) như một ổ lưu trữ dữ liệu thông thường, đồng thời trình tải khởi động của Windows 7 cũng có thể khởi động hệ thống Windows từ một VHD; tuy nhiên, chức năng này chỉ khả dụng trong phiên bản Enterprise và Ultimate. Remote Desktop Protocol (RDP) trong Windows 7 cũng được cải tiến nhằm hỗ trợ ứng dụng đa phương tiện thời gian thực, bao gồm khả năng phát lại video và chơi game 3D, cho phép việc sử dụng DirectX 10 trong môi trường máy tính điều khiển từ xa. Giới hạn ba ứng dụng trước đây trong Windows Vista và Windows XP Starter Edition đã được loại bỏ khỏi Windows 7. Tất cả các phiên bản đều có một vài tính năng mới và cải thiện bắt nguồn từ Vista, ví dụ như Windows Search, các tính năng bảo mật, và một số tính năng mới khác trên Windows 7. Tùy chọn mã hóa ổ đĩa bằng BitLocker được cung cấp với Windows 7 Ultimate và Enterprise. Windows Defender được cài đặt sẵn, trong khi phần mềm diệt virus Microsoft Security Essentials có thể được tải về miễn phí. Tất cả phiên bản đều đi kèm Shadow Copy, tính năng được System Restore sử dụng để tự động tạo những bản snapshot "phiên bản trước" của các tập tin người dùng đã thay đổi. Chức năng sao lưu và khôi phục cũng được cải tiến, đồng thời Windows Recovery Environment—được cài đặt theo mặc định—sẽ thay thế tùy chọn Recovery Console trên Windows XP.
Một hệ thống quản lý tập tin mới có tên "Libraries" (Thư viện) đã được bổ sung; người dùng có thể tổng hợp các tập tin từ nhiều thư mục vào trong một "Library". Theo mặc định, các thư mục dành cho những thể loại như Tài liệu, Ảnh, Nhạc và Video được tạo ra, trong đó lấy nội dung từ thư mục cá nhân của người dùng và thư mục Public. Hệ thống này cũng được sử dụng như một phần của hệ thống mạng nhà mới có tên là HomeGroup; các thiết bị được thêm vào mạng bằng mật khẩu, sau đó những tập tin và thư mục có thể được chia sẻ với mọi thiết bị khác trong HomeGroup, hoặc chỉ với những người dùng cụ thể. Các thư viện mặc định và máy in được chia sẻ theo mặc định, nhưng thư mục cá nhân chỉ có quyền đọc đối với những người dùng khác, trong khi thư mục Public có thể được truy cập bởi bất cứ ai.
Windows 7 cải thiện khả năng quốc tế hóa thông qua API Extended Linguistic Services mới nhằm cung cấp hỗ trợ đa ngôn ngữ (cụ thể trong hai phiên bản Ultimate và Enterprise). Microsoft cũng triển khai chức năng hỗ trợ tốt hơn cho các loại ổ đĩa SSD, bao gồm lệnh TRIM mới. Hỗ trợ gốc cho USB 3.0 không được đi kèm bởi những trì hoãn trong quá trình quyết định tiêu chuẩn này. Tại WinHEC 2008 Microsoft đã công bố Windows 7 sẽ hỗ trợ độ sâu màu 30 bit và 48 bit cùng với gam màu rộng scRGB (có thể được chuyển đổi và xuất dưới dạng xvYCC khi sử dụng HDMI 1.3). Các chế độ video được hỗ trợ trong Windows 7 là sRGB 16 bit, sRGB 24 bit, sRGB 30 bit, 30 bit với gam màu sRGB mở rộng, và scRGB 48 bit.
Đối với nhà phát triển, Windows 7 đi cùng với một API mạng mới hỗ trợ xây dựng các dịch vụ web dựa trên SOAP bằng mã native (thay vì các dịch vụ web WCF dựa trên .NET), cùng với những tính năng mới làm đơn giản hóa quá trình phát triển gói cài đặt và rút ngắn thời gian cài đặt ứng dụng. Windows 7 theo mặc định hiện ít cảnh báo User Account Control (UAC) hơn, bởi hệ điều hành cho phép các thành phần Windows đã ký số được hưởng quyền nâng cao mà không cần hỏi người dùng. Ngoài ra, người dùng đã có thể tùy chỉnh mức độ hoạt động của UAC.

### Bị loại bỏ
Vài tính năng và chương trình từng xuất hiện trong Windows Vista đã không còn tồn tại hoặc đã được thay đổi, dẫn tới việc loại bỏ một số chức năng; chúng bao gồm giao diện người dùng menu Start cổ điện, một số tính năng trong thanh tác vụ, Windows Explorer, Windows Media Player, Windows Ultimate Extras, nút Search, và InkBall. Bốn ứng dụng tường được cài đặt cùng với Windows Vista—Windows Photo Gallery, Windows Movie Maker, Windows Calendar và Windows Mail—không còn xuất hiện cùng Windows 7 và đã được thay thế bằng cách phiên bản mang thương hiệu Windows Live trong bộ phần mềm Windows Live Essentials.

## Các phiên bản
Windows 7 có sẵn trong sáu phiên bản khác nhau, trong đó Home Premium, Professional và Ultimate có sẵn tại các cửa hàng bán lẻ ở hầu hết các quốc gia và dưới dạng phần mềm được tải sẵn trên các máy tính mới. Home Premium và Professional lần lượt nhắm đến người dùng gia đình và doanh nghiệp nhỏ, trong khi Ultimate nhắm đến những người đam mê. Mỗi phiên bản Windows 7 bao gồm tất cả các khả năng và tính năng của phiên bản bên dưới nó và thêm các tính năng bổ sung hướng vào phân khúc thị trường của chúng; ví dụ, Professional thêm các tính năng bảo mật và kết nối mạng như Encrypting File System và khả năng tham gia miền. Ultimate chứa tất cả các tính năng từ Home Premium và Professional, cùng với những tính năng nâng cao khác hướng đến người dùng thành thạo, chẳng hạn như mã hóa ổ đĩa BitLocker; không giống như Windows Vista, không có gói tiện ích bổ sung "Ultimate Extras" nào được tạo cho Windows 7 Ultimate. Bản sao bán lẻ đã có sẵn trong giấy phép "nâng cấp" và giấy phép phiên bản "đầy đủ" với chi phí cao hơn; Giấy phép "nâng cấp" yêu cầu phiên bản Windows hiện có để cài đặt, trong khi giấy phép "đầy đủ" có thể được cài đặt trên các máy tính không có hệ điều hành hiện có.
Ba phiên bản còn lại không có sẵn trên thị trường bán lẻ, trong đó hai phiên bản chỉ có sẵn thông qua các kênh OEM dưới dạng phần mềm được cài đặt sẵn. Phiên bản Starter là phiên bản rút gọn của Windows 7 dành cho các thiết bị giá rẻ như netbook. So với Home Premium, Starter đã giảm chức năng đa phương tiện, không cho phép người dùng thay đổi hình nền hoặc chủ đề máy tính để bàn, vô hiệu hóa chủ đề "Aero Glass", không hỗ trợ đa màn hình và chỉ hỗ trợ tối đa 2GB RAM. Home Basic chỉ được bán ở các thị trường mới nổi và được định vị ở giữa Home Premium và Starter. Phiên bản cao nhất, Enterprise, có chức năng tương tự Ultimate, nhưng chỉ được bán thông qua cấp phép số lượng lớn thông qua chương trình Software Assurance của Microsoft.
Tất cả các phiên bản đều hỗ trợ kiến trúc IA-32 và x86-64, ngoại trừ phiên bản Starter chỉ hỗ trợ các hệ thống 32 bit. Các bản sao bán lẻ của Windows 7 được phân phối trên hai DVD: một cho phiên bản IA-32 và một cho x86-64. Bản sao OEM bao gồm một DVD, tùy thuộc vào kiến trúc bộ xử lý được cấp phép. Phương tiện cài đặt cho các phiên bản tiêu dùng của Windows 7 giống hệt nhau; mã khóa sản phẩm và giấy phép tương ứng sẽ xác định phiên bản được cài đặt. Dịch vụ Windows Anytime Upgrade có thể được sử dụng để mua bản nâng cấp nhằm mở khóa các chức năng của phiên bản cao hơn, chẳng hạn như chuyển từ Starter sang Home Premium, hoặc từ Home Premium sang Ultimate. Hầu hết các bản sao của Windows 7 chỉ có một giấy phép; ở một số thị trường nhất định, một phiên bản "Family Pack" của Windows 7 Home Premium cũng được phát hành trong một thời gian giới hạn, cho phép nâng cấp trên tối đa ba máy tính. Ở một số khu vực nhất định, các bản sao của Windows 7 chỉ được bán và chỉ có thể được kích hoạt ở một khu vực được chỉ định.

## Vòng đời hỗ trợ
Hỗ trợ dành cho Windows 7 không có Service Pack 1 đã kết thúc vào ngày 9 tháng 4 năm 2013, yêu cầu người dùng phải nâng cấp để tiếp tục nhận các bản cập nhật và hỗ trợ. Microsoft kết thúc việc bán các bản bán lẻ mới của Windows 7 vào tháng 10 năm 2014, đồng thời các giấy phép OEM mới dành cho Windows 7 Home Basic, Home Premium, và Ultimate cũng được ngừng phân phối vào ngày 31 tháng 10 năm 2014. Các mẫu PC cài đặt sẵn Windows 7 Professional từ OEM đã được ngừng bán kể từ ngày 31 tháng 10 năm 2016. Các giấy phép OEM cho những phiên bản ngoài Professional cũng đã kết thúc cung cấp từ ngày 31 tháng 10 năm 2014.
Hỗ trợ chính cho Windows 7 đã kết thúc vào ngày 13 tháng 1 năm 2015. Hỗ trợ mở rộng cho Windows 7 cũng đã kết thúc vào ngày 14 tháng 1 năm 2020.
Các biến thể của Windows 7 dành cho hệ thống nhúng và thin client có những chính sách hỗ trợ khác: hỗ trợ cho Windows Embedded Standard 7 kết thúc vào tháng 10 năm 2020. Windows Thin PC và Windows Embedded POSReady 7 được cung cấp hỗ trợ cho tới tháng 10 năm 2021.
Vào tháng 3 năm 2019, Microsoft thông báo sẽ bắt đầu hiện thông báo tới người dùng về việc kết thúc hỗ trợ sắp tới, đồng thời dẫn người dùng tới một trang web kêu gọi họ mua bản nâng cấp Windows 10 hoặc nâng cấp lên một chiếc máy tính mới.
Vào tháng 8 năm 2019, các nhà nghiên cứu đã đưa ra báo cáo rằng "tất cả các phiên bản hiện đại của Microsoft Windows" có thể hứng chịu rủi ro xâm nhập hệ thống "nghiêm trọng" do những lỗ hổng trong thiết kế trình điều khiển thiết bị phần cứng từ nhiều nhà cung cấp. Cũng trong tháng này, các chuyên gia máy tính cảnh báo rằng lỗ hổng bảo mật BlueKeep, CVE-2019-0708, với khả năng ảnh hưởng tới các phiên bản Microsoft Windows cũ chưa được vá lỗi nhằm cho phép thực thi mã từ xa thông qua Remote Desktop Protocol, có thể còn bao gồm những lỗ hổng khác có liên quan được gọi chung là DejaBlue, ảnh hưởng tới cả các phiên bản Windows mới hơn (Windows 7 và tất cả các phiên bản gần đây). Ngoài ra, các chuyên gia cũng báo cáo về một lỗ hổng bảo mật khác của Microsoft, CVE-2019-1162, dựa trên đoạn mã kế thừa liên quan tới Microsoft CTF và ctfmon (ctfmon.exe), ảnh hưởng tới mọi phiên bản Windows kể từ Windows XP cho tới những phiên bản Windows 10 mới nhất; một bản vá lỗi nhằm sửa chữa lỗ hổng trên hiện đã có sẵn.
Vào tháng 9 năm 2019, Microsoft thông báo hãng sẽ cung cấp các bản cập nhật bảo mật miễn phí cho Windows 7 trên những thiết bị bỏ phiếu điện tử được cấp chứng nhận liên bang trong suốt cuộc bầu cử năm tại Hoa Kỳ năm 2020.

### Extended Security Updates
Vào ngày 7 tháng 9 năm 2018, Microsoft công bố dịch vụ trả phí "Extended Security Updates" (ESU) nhằm cung cấp các bản cập nhật bổ sung cho Windows 7 Professional và Enterprise trong vòng 3 năm kể từ khi kết thúc hỗ trợ mở rộng dành cho một số chương trình cấp phép số lượng lớn nhất định.
Windows 7 Professional for Embedded Systems, Windows Embedded Standard 7, và Windows Embedded POSReady 7 cũng nhận được Extended Security Updates thông qua các OEM trong vòng 3 năm kể từ khi kết thúc hỗ trợ mở rộng cho các phiên bản này. Chương trình Extended Security Updates dành cho Windows Embedded POSReady 7 sẽ hết hạn vào ngày 8 tháng 10 năm 2024, chấm dứt việc phân phối các bản cập nhật IA-32 dành cho dòng sản phẩm Windows NT 6.1 sau hơn 15 năm.
Vào tháng 8 năm 2019, Microsoft thông báo sẽ cung cấp một năm cập nhật bảo mật mở rộng 'miễn phí' cho một số người dùng doanh nghiệp.

## Yêu cầu hệ thống
| Thành phần          | Kiến trúc hệ điều hành                                                              | Kiến trúc hệ điều hành                              |
| Thành phần          | 32-bit                                                                              | 64-bit                                              |
| ------------------- | ----------------------------------------------------------------------------------- | --------------------------------------------------- |
| Bộ xử lý            | Bộ xử lý 1 GHz IA-32 Yêu cầu hỗ trợ SSE2 sau bản cập nhật tích lũy tháng 3 năm 2018 | Bộ xử lý 1 GHz x86-64                               |
| Bộ nhớ (RAM)        | 1 GB                                                                                | 2 GB                                                |
| Card đồ họa         | Bộ xử lý đồ họa DirectX 9 với WDDM driver model 1.0                                 | Bộ xử lý đồ họa DirectX 9 với WDDM driver model 1.0 |
| Dung lượng lưu trữ  | 16 GB                                                                               | 20 GB                                               |
| Phương tiện cài đặt | Ổ DVD hoặc USB                                                                      | Ổ DVD hoặc USB                                      |

Yêu cầu bổ sung để sử dụng tính năng nhất định:
- Windows XP Mode (Professional, Ultimate và Enterprise): Yêu cầu thêm 1 GB RAM và thêm 15 GB dung lượng ổ đĩa cứng còn trống. Yêu cầu bộ xử lý hỗ trợ ảo hóa phần cứng đã được dỡ bỏ.[123]
- Windows Media Center (bao gồm trong Home Premium, Professional, Ultimate và Enterprise), yêu cầu một bộ thu TV để nhận và ghi lại chương trình TV.

## Giới hạn hỗ trợ phần cứng

### Bộ nhớ vật lý
Dung lượng RAM tối đa được Windows 7 hỗ trợ tùy thuộc vào phiên bản sản phẩm và kiến trúc bộ xử lý theo như bảng sau đây.
| Phiên bản    | Kiến trúc bộ xử lý | Kiến trúc bộ xử lý |
| Phiên bản    | IA-32 (32 bit)     | x64 (64 bit)       |
| ------------ | ------------------ | ------------------ |
| Ultimate     | 4 GB               | 192 GB             |
| Enterprise   | 4 GB               | 192 GB             |
| Professional | 4 GB               | 192 GB             |
| Home Premium | 4 GB               | 16 GB              |
| Home Basic   | 4 GB               | 8 GB               |
| Starter      | 2 GB               | —                  |

### Giới hạn bộ xử lý
Windows 7 Professional trở lên hỗ trợ lên tới 2 bộ xử lý vật lý (đế cắm CPU),
trong khi Windows 7 Starter, Home Basic, và Home Premium chỉ hỗ trợ 1. Các bộ xử lý hỗ trợ đa nhân, siêu phân luồng (hyper-threading), hoặc cả hai công nghệ trên, đều triển khai nhiều hơn 1 bộ xử lý logic cho mỗi bộ xử lý vật lý. Các phiên bản x86 của Windows 7 hỗ trợ lên tới 32 bộ xử lý logic; các phiên bản x64 hỗ trợ lên tới 256 (4 x 64).
Vào tháng 1 năm 2016, Microsoft thông báo hãng sẽ không còn hỗ trợ các nền tảng Windows cũ hơn Windows 10 trên bất cứ dòng vi xử lý tương thích Intel nào trong tương lai nữa, do những khó khăn trong việc đảm bảo hệ điều hành có thể chạy tốt trên những phần cứng mới hơn. Microsoft cho biết bắt đầu từ ngày 17 tháng 7 năm 2017, các thiết bị chạy CPU Intel Skylake sẽ chỉ nhận được những bản cập nhật "quan trọng nhất" dành cho Windows 7 và 8.1, khi và chỉ khi chúng đã được đánh giá là không ảnh hưởng tới độ tin cậy của Windows 7 trên các phần cứng cũ hơn. Với khách hàng doanh nghiệp, Microsoft đã công bố danh sách các thiết bị chạy Skylake đã "được chứng nhận" dành cho Windows 7 và 8.1, nhằm hỗ trợ họ chuyển đổi sang những phần cứng mới hơn, có đủ khả năng nâng cấp lên Windows 10 khi doanh nghiệp đã sẵn sàng. Microsoft cùng các đối tác phần cứng cũng cung cấp hỗ trợ đặc biệt cho những thiết bị này trên Windows 7 và 8.1 cho tới hạn chót vào tháng 7 năm 2017.
Vào ngày 18 tháng 3 năm 2016, trước những chỉ trích từ các khách hàng doanh nghiệp, Microsoft đã dời hạn chót kết thúc hỗ trợ và cập nhật không quan trọng cho hệ thống Skylake tới ngày 17 tháng 7 năm 2018, nhưng cũng cho biết những hệ thống này sẽ tiếp tục nhận các bản cập nhật bảo mật cho tới khi kết thúc thời gian hỗ trợ mở rộng. Vào tháng 8 năm 2016, nhờ "sự hợp tác chặt chẽ với các đối tác OEM và Intel", Microsoft thông báo sẽ rút lại quyết định trên và tiếp tục hỗ trợ Windows 7 và 8.1 trên phần cứng Skylake cho tới hết vòng đời hỗ trợ mở rộng của hệ điều hành. Tuy nhiên, các hạn chế trên những vi kiến trúc CPU mới hơn vẫn tiếp tục có hiệu lực.
Vào tháng 3 năm 2017, một bài viết hỗ trợ sản phẩm của Microsoft cho thấy các thiết bị sử dụng Intel Kaby Lake, AMD Bristol Ridge, hoặc AMD Ryzen, sẽ hoàn toàn không thể sử dụng được Windows Update. Ngoài ra, các trình điều khiển thiết bị Windows 7 chính thức sẽ không được cung cấp cho hai nền tảng Kaby Lake và Ryzen.
Các bản cập nhật bảo mật được phát hành từ tháng 3 năm 2018 có chứa một số lỗi ảnh hưởng tới những bộ xử lý không hỗ trợ phần mở rộng SSE2, bao gồm toàn bộ dòng Pentium III, Athlon XP, và các vi xử lý trước đó. Microsoft ban đầu cho biết sẽ nỗ lực giải quyết vấn đề này, và sẽ ngăn chặn việc cài đặt các bản cập nhật bị ảnh hưởng trên những hệ thống trên. Tuy nhiên, công ty sau đó đã thay đổi tài liệu hỗ trợ vào ngày 15 tháng 6 năm 2018, rút lại cam kết giải quyết lỗi và thay thế bằng một thông báo khuyến cáo người dùng nên sử dụng bộ xử lý mới hơn. Điều này cũng chính thức kết thúc các bản vá trong tương lai dành cho Windows 7 trên những thiết bị trên.

## Cập nhật

### Service Pack 1
Windows 7 Service Pack 1 (SP1) đã được công bố vào ngày 18 tháng 3 năm 2010. Bản beta được phát hành vào ngày 12 tháng 7 năm 2010. Phiên bản cuối cùng được phát hành ra công chúng vào ngày 22 tháng 2 năm 2011. Tại thời điểm phát hành, người dùng không bắt buộc phải nâng cấp lên SP1. Nó có sẵn thông qua Windows Update, tải xuống trực tiếp hoặc bằng cách đặt mua DVD Windows 7 SP1. Gói dịch vụ có quy mô nhỏ hơn nhiều so với các phiên bản Windows được phát hành trước đó, đặc biệt là Windows Vista.
Windows 7 Service Pack 1 bổ sung hỗ trợ cho Advanced Vector Extensions (AVX), phần mở rộng tập lệnh 256 bit cho các bộ xử lý, và cải thiện IKEv2 bằng cách thêm các trường nhận dạng bổ sung như ID email. Ngoài ra, nó còn hỗ trợ thêm Advanced Format 512e cũng như Identity Federation Services. Windows 7 Service Pack 1 cũng khắc phục các lỗi liên quan đến âm thanh HDMI và in tài liệu XPS.
Ở châu Âu, tính chất tự động của tính năng BrowserChoice.eu bị loại bỏ trong Windows 7 Service Pack 1 vào tháng 2 năm 2011 và đã không xuất hiện trong 14 tháng mặc dù Microsoft báo cáo rằng nó vẫn còn, điều mà sau đó được Microsoft mô tả là "lỗi kỹ thuật". Kết quả là, vào tháng 3 năm 2013, Ủy ban Châu Âu đã phạt Microsoft 561 triệu EUR để ngăn chặn các công ty từ bỏ các lời hứa giải quyết.

### Platform Update
Bản cập nhật nền tảng (Platform Update) cho Windows 7 SP1 và Windows Server 2008 R2 SP1 được phát hành vào ngày 26 tháng 2 năm 2013 sau khi một phiên bản tiền phát hành được phát hành vào ngày 5 tháng 11 năm 2012. Phiên bản này cũng bao gồm Internet Explorer 10 dành cho Windows 7.
Bản cập nhật bao gồm các cải tiến cho Direct2D, DirectWrite, Direct3D, Windows Imaging Component (WIC), Windows Advanced Rasterization Platform (WARP), Windows Animation Manager (WAM), API Tài liệu XPS, Bộ giải mã video H.264 và bộ giải mã JPEG XR. Tuy nhiên, hỗ trợ dành cho Direct3D 11.1 bị hạn chế do bản cập nhật không bao gồm DXGI/WDDM 1.2 từ Windows 8, khiến nhiều API có liên quan và các tính năng quan trọng như bộ đệm khung hình lập thể, cấp tính năng 11_1 và các tính năng tùy chọn cho các cấp 10_0, 10_1 và 11_0.

### Cập nhật Disk Cleanup
Vào tháng 10 năm 2013, một bộ tiện ích bổ sung dành cho Disk Cleanup đã được phát hành cho phép người dùng xóa các bản cập nhật Windows lỗi thời trên Windows 7 SP1, nhờ đó làm giảm kích thước thư mục WinSxS. Bản cập nhật này đã port ngược một số tính năng có trong Windows 8.

### Windows Management Framework 5.0
Windows Management Framework 5.0 bao gồm các cập nhật cho Windows PowerShell 5.0, Windows PowerShell Desired State Configuration (DSC), Windows Remote Management (WinRM), Windows Management Instrumentation (WMI). Nó được phát hành vào ngày 24 tháng 2 năm 2016 và sau đó được thay thế bởi Windows Management Framework 5.1.

### Bản cập nhật tổng hợp tiện lợi
Vào tháng 5 năm 2016, Microsoft đã phát hành "Bản cập nhật tổng hợp tiện lợi cho Windows 7 SP1 và Windows Server 2008 R2 SP1", bao gồm tất cả các bản vá được phát hành giữa phiên bản SP1 và phiên bản tháng 4 năm 2016. Bản cập nhật này không có sẵn thông qua Windows Update và phải được tải xuống thủ công. Gói cập nhật này cũng có thể được tích hợp vào ảnh cài đặt Windows 7.
Kể từ tháng 10 năm 2016, tất cả các bản cập nhật bảo mật và độ tin cậy đều mang tính tích lũy. Việc tải xuống và cài đặt các bản cập nhật dành cho những vấn đề riêng lẻ không còn có thể được thực hiện nữa, nhưng số lượng các bản cập nhật cần tải về để cập nhật hệ điều hành một cách hoàn chỉnh sẽ được giảm thiểu đáng kể.

### Các bản cập nhật tổng hợp hàng tháng (6/2016-1/2020)
Vào tháng 6 năm 2018, Microsoft thông báo Windows 7 sẽ chuyển sang mô hình cập nhật hàng tháng bắt đàu từ các bản cập nhật phát hành vào tháng 9 năm 2018, hai năm sau khi tiến hành Microsoft chuyển đổi các hệ điều hành được hỗ trợ còn lại của hãng sang mô hình này. Với mô hình cập nhật mới, thay vì phát hành các bản cập nhật ngay khi có sẵn, chỉ có hai gói cập nhật được phát hành vào ngày thứ Ba thứ hai của mỗi tháng cho tới khi Windows 7 kết thúc vòng đời—trong đó một gói chứa các cập nhật về bảo mật và chất lượng, và một gói nhỏ hơn chỉ chứa các cập nhật bảo mật. Người dùng có thể chọn cài đặt gói nào mỗi tháng. Vào cuối mỗi tháng, hãng sẽ phát hành thêm một gói cập nhật khác, trong đó sẽ là bản xem trước tổng hợp các cập nhật bảo mật và chất lượng của tháng tiếp theo.
Vào tháng 7 năm 2019, Microsoft thông báo các dịch vụ Microsoft Internet Games trên Windows XP và Windows Me sẽ chấm dứt vào ngày 31 tháng 7 năm 2019 (và vào ngày 22 tháng 1 năm 2020 đối với Windows 7).
Gói cập nhật tổng hợp bảo mật cuối cùng được phát hành vào ngày 14 tháng 1 năm 2020, ngày cuối cùng của thời gian hỗ trợ mở rộng dành cho Windows 7.

### Kết thúc hỗ trợ (sau 14/1/2020)
Vào ngày 14 tháng 1 năm 2020, hỗ trợ dành cho Windows 7 đã kết thúc với việc Microsoft không còn cung cấp các bản cập nhật hoặc sửa lỗi bảo mật sau thời gian trên, ngoại trừ đối với những thuê bao của chương trình Windows 7 Extended Security Updates (ESU) sẽ nhận các bản cập nhật bảo mật cho Windows 7 tới ngày 10 tháng 1 năm 2023. Tuy nhiên, các khách hàng không đăng ký ESU vẫn nhận được hai bản cập nhật từ Microsoft:
- Vào tháng 2 năm 2020, Microsoft phát hành một bản cập nhật thông qua Windows Update để sửa lỗi màn hình nền đen gây ra bởi bản cập nhật vào tháng 1 năm 2020.[164][165]
- Vào tháng 6 năm 2020, Microsoft phát hành một bản cập nhật thông qua Windows Update để triển khai trình duyệt Microsoft Edge mới dựa trên Chromium tới các máy tính Windows 7 và 8.1 không kết nối Active Directory.[166][167] Người dùng cũng có thể tải Edge từ trang web của Microsoft.

Trong tài liệu hỗ trợ, Microsoft cho biết các PC chạy mọi phiên bản Windows 7 trừ Enterprise sẽ hiển thị thông báo nâng cấp toàn màn hình sau ngày 15 tháng 1 năm 2020. Thông báo này không xuất hiện trên các máy tính kết nối Active Directory, các máy tính ở chế độ kiosk, hoặc các máy tính đã đăng ký chương trình Extended Security Updates.
Vào tháng 1 năm 2023, phiên bản 109 của Microsoft Edge trở thành phiên bản cuối cùng hỗ trợ Windows 7, Windows 8/8.1, Windows Server 2012, và Windows Server 2012 R2. Ngoài ra, nhiều trình duyệt web khác dựa trên cơ sở mã nguồn Chromium cũng ngừng hỗ trợ cho các hệ điều hành này sau phiên bản 109. Trong số đó có trình duyệt web phổ biến Google Chrome, nơi bắt nguồn của engine Chromium, cũng như một số trình duyệt khác như Opera.

### Các bản cập nhật tổng hợp ESU
Trong bản cập nhật tổng hợp tháng 9 năm 2022 của chương trình Extended Security Updates (ESU), Microsoft đã âm thầm bổ sung hỗ trợ Secure Boot cũng như hỗ trợ một phần dành cho UEFI.

## Đón nhận

### Đánh giá chuyên môn
Windows 7 nhận được nhiều lời khen ngợi từ giới chuyên môn, trong đó các nhà phê bình đã chỉ ra những sự cải thiện về khả năng sử dụng và tính năng khi so sánh với phiên bản tiền nhiệm, Windows Vista. CNET đánh giá phiên bản Windows 7 Home Premium với số điểm 4,5/5, cho rằng nó "còn hơn cả những gì mà Vista đáng lẽ phải làm được, [và] đó là con đường mà Microsoft cần hướng tới". PC Magazine chấm điểm 4/5 và bình luận rằng Windows 7 là một "cải tiến lớn" so với Windows Vista, với ít vấn đề tương thích hơn, thanh tác vụ được làm mới, khả năng thiết lập mạng nhà đơn giản hơn và thời gian khởi động nhanh hơn. Maximum PC đánh giá Windows 7 ở mức 9/10 và gọi đây là một "bước nhảy vọt lớn" về khả năng sử dụng và bảo mật, đồng thời cũng dành lời khen cho thanh tác vụ mới. PC World gọi Windows 7 là "người kế nhiệm xứng tầm" của Windows XP và nói rằng các kết quả đánh giá hiệu năng đều cho thấy Windows 7 hoạt động nhanh hơn một chút so với Windows Vista. PC World cũng gọi Windows 7 là một trong những sản phẩm tốt nhất năm.
Trong bài đánh giá của mình về Windows 7, Engadget cho rằng Microsoft đã thực hiện một "bước tiến mạnh mẽ" với hệ điều hành này và tốc độ là một trong những điểm mạnh lớn nhất của Windows 7—đặc biệt là trên những thiết bị netbook. Laptop Magazine cho Windows 7 số điểm 4 trên 5 sao và nhận xét rằng hệ điều hành này khiến cho máy tính trở nên dễ sử dụng hơn, cung cấp hiệu năng tổng quát tốt hơn, trong đó có sự cải thiện "từ trung bình cho tới đáng kể" đối với thời lượng pin trên các dòng máy tính xách tay. TechRadar cho số điểm tuyệt đối 5/5 sao dành cho Windows 7, với kết luận rằng hệ điều hành này "đã kết hợp những cải tiến về bảo mật và kiến trúc của Windows Vista với hiệu năng tốt hơn những gì mà XP có thể đem lại trên phần cứng hiện nay. Không có phiên bản Windows nào là hoàn hảo cả, nhưng Windows 7 thực sự cho tới nay là phiên bản Windows xuất sắc nhất." USA Today và The Telegraph cũng đều đưa ra những đánh giá tích cực dành cho Windows 7.
Nick Wingfield của The Wall Street Journal mô tả Windows 7 là "bắt mắt" và là "một sự hài lòng." Mary Branscombe của Financial Times cho rằng đây là "một bước nhảy vọt hoàn toàn." Jesus Diaz của Gizmodo viết rằng "Windows 7 sẽ giết chết Snow Leopard." Don Reisinger của CNET dùng tính từ "thú vị" để nói về Windows 7, trong khi David Pogue của The New York Times nhận xét phiên bản mới cung cấp hiệu năng "nhanh hơn." J. Peter Bruzzese và Richi Jennings của Computerworld cho rằng Windows 7 "đã sẵn sàng."
Một số người dùng Windows Vista Ultimate đã bày tỏ lo ngại về giá cả và các tùy chọn nâng cấp của Windows 7. Người dùng Windows Vista Ultimate muốn nâng cấp từ Windows Vista lên Windows 7 chỉ có hai lựa chọn: trả 219,99 USD để nâng cấp lên Windows 7 Ultimate, hoặc tiến hành cài đặt sạch, buộc họ phải cài đặt lại tất cả các chương trình hiện có.
Những thay đổi đối với User Account Control trên Windows 7 nhận về một số nhận xét tiêu cực bởi có thể làm suy giảm khả năng bảo mật của thiết bị, khi mà các nhà nghiên cứu đã phát hiện một lỗ hổng có thể cho phép phần mềm lạ được thực thi với đặc quyền nâng cao bằng cách tận dụng một thành phần đã được hệ thống tin cậy. Peter Bright của Ars Technica cho rằng "cách mà những 'cải thiện' đối với UAC trên Windows 7 được thực hiện đã hoàn toàn cho phép các nhà phát triển của Microsoft không phải tự làm công việc đó. Với Windows 7, Redmond đã tự tạo cho mình một quy tắc riêng, trong khi bắt mọi người khác phải tuân theo quy tắc khác." Kỹ sư thiết kế nhân Windows Mark Russinovich cho biết đã nhận thức được vấn đề, nhưng cũng lưu ý rằng phần mềm độc hại cũng có thể xâm nhập hệ thống khi người dùng ấn nút đồng ý trên cửa sổ cảnh báo.

### Doanh số
Vào tháng 7 năm 2009, chỉ trong vòng 8 giờ đồng hồ, lượng người đặt trước Windows 7 trên amazon.co.uk đã vượt mức mà Windows Vista từng đạt được sau 17 tuần đầu. Đây cũng là sản phẩm có lượng người đặt trước nhiều nhất trong lịch sử của Amazon, vượt qua con số của kỷ lục trước đó, tập thứ 7 của bộ tiểu thuyết Harry Potter. Sau 36 giờ, các phiên bản 64 bit của Windows 7 Professional và Ultimate đã được bán hết tại Nhật Bản. Hai tuần sau khi phát hành, thị phần Windows 7 đã vượt Snow Leopard, bản cập nhật mới nhất khi đó của hệ điều hành Mac OS X được Apple ra mắt hai tháng trước đó. Theo Net Applications, Windows 7 đã đạt mốc thị phần 4% trong chưa đầy ba tuần; để so sánh, Windows Vista phải mất tới 7 tháng để đạt tới cùng kết quả đó. Tính đến tháng 2 năm 2014, Windows 7 đã chiếm 47,49% thị phần theo dữ liệu của Net Applications, lớn hơn đáng kể so với con số 29,23% của Windows XP.
Vào ngày 4 tháng 3 năm 2010, Microsoft công bố hãng đã bán được hơn 90 triệu giấy phép Windows 7.
Tới ngày 23 tháng 4 năm 2010, hơn 100 triệu bản đã được bán ra trong vòng 6 tháng, biến đây trở thành hệ điều hành bán chạy nhất của Microsoft. Tính đến ngày 23 tháng 6 năm 2010, Windows 7 đã bán được 150 triệu bản, trở thành hệ điều hành bán chạy nhất lịch sử với 7 bản sao được bán mỗi giây. Dựa trên dữ liệu toàn cầu ghi nhận vào tháng 6 năm 2010 từ Windows Update, 46% lượng PC Windows 7 chạy phiên bản 64 bit. Theo Stephen Baker của NPD Group, trong tháng 4 năm 2010 tại Hoa Kỳ có 77% số PC bán lẻ được cài đặt sẵn phiên bản 64 bit của Windows 7. Tính đến ngày 22 tháng 7 năm 2010, Windows 7 đã bán được 175 triệu bản. Vào ngày 21 tháng 10 năm 2010, Microsoft công bố hơn 240 triệu bản sao của Windows 7 đã được bán ra. Ba tháng sau, vào ngày 27 tháng 1 năm 2011, Microsoft tiếp tục công bố tổng doanh số Windows 7 đã đạt 300 triệu bản. Đến ngày 12 tháng 7 năm 2011, con số được công bố chi tiết là hơn 400 triệu giấy phép người dùng cuối và lượt cài đặt tại các doanh nghiệp. Tính tới ngày 9 tháng 7 năm 2012, hơn 630 triệu giấy phép đã được cung cấp, trong đó bao gồm cả số giấy phép đã bán cho các OEM dành cho PC mới.

### Lo ngại độc quyền
Giống như những hệ điều hành khác của Microsoft, Windows 7 cũng bị các nhà quản lý liên bang Hoa Kỳ điều tra nhằm giám sát hoạt động của công ty sau thỏa thuận hòa giải Hoa Kỳ kiện Tập đoàn Microsoft năm 2001. Theo báo cáo, hội đồng gồm ba thành viên đã bắt đầu đánh giá những nguyên mẫu của hệ điều hành mới từ tháng 2 năm 2008. Michael Gartenberg, một nhà phân tích thuộc Jupiter Research, cho biết "Thách thức [của Microsoft] đối với Windows 7 là làm thế nào để tiếp tục bổ sung những tính năng mà người tiêu dùng muốn nhưng cũng đồng thời không tạo rắc rối trước các nhà quản lý."
Nhằm tuân thủ các quy tắc chống độc quyền tại châu Âu, Microsoft đề xuất sử dụng một màn hình "bỏ phiếu" chứa đường dẫn tải xuống các trình duyệt web đối thủ, nhờ đó công ty không còn cần phải cung cấp một phiên bản Windows hoàn toàn không có Internet Explorer như dự định trước đó. Microsoft cho biết công ty sẽ loại bỏ phiên bản dành riêng cho thị trường châu Âu và cung cấp các gọi nâng cấp tiêu chuẩn và đầy đủ trên toàn cầu, nhằm đáp trả những chỉ trích về phiên bản Windows 7 E cũng như những lo ngại từ các nhà sản xuất rằng người tiêu dùng có thể nhầm lẫn về vấn đề phát hành phiên bản Windows 7 có hay không có Internet Explorer.
Giống như phiên bản Windows trước, một phiên bản N không đi kèm Windows Media Player đã được phát hành tại châu Âu, nhưng chỉ được bán trực tiếp từ trang web của Microsoft và một số nơi khác.